# Lijst van beelden in Zundert
Dit is een (onvolledige) chronologische lijst van beelden in Zundert. Onder een beeld wordt hier verstaan elk driedimensionaal kunstwerk in de openbare ruimte van de Nederlandse gemeente Zundert, waarbij beeld wordt gebruikt als verzamelbegrip voor sculpturen, standbeelden, installaties, gedenktekens en overige beeldhouwwerken.
Voor een volledig overzicht van de beschikbare afbeeldingen zie de categorie Beelden in Zundert op Wikimedia Commons.
| Geplaatst | Omschrijving                  | Kunstenaar      | Straat                                        | Plaats     | Materiaal | Afbeelding       |
| --------- | ----------------------------- | --------------- | --------------------------------------------- | ---------- | --------- | ---------------- |
| 1863      | Maria                         |                 | Pastoor de Bakkerstraat, St.Corneliuskerk     | Achtmaal   |           | Maria            |
| 1863      | Jozef                         |                 | Pastoor de Bakkerstraat, St.Corneliuskerk     | Achtmaal   |           | Jozef            |
|           | Heilig Hartbeeld (Achtmaal)   |                 | Pastoor de Bakkerstraat, kerk                 | Achtmaal   |           | Hartbeeld        |
| 1927      | Sint Trudo                    |                 | Molenstraat, gevel St.Trudokerk               | Zundert    |           | St.Trudo         |
| 1936/1940 | Heilig Hartbeeld (Rijsbergen) | Aloïs De Beule  |                                               | Rijsbergen | brons     | Hartbeeld        |
| 1949      | Heilig Hartbeeld (Zundert)    | Steph Uiterwaal | Molenstraat                                   | Zundert    |           |                  |
| 1952      | Heilig Hartbeeld (Wernhout)   |                 | Wernhoutseweg, kerk                           | Wernhout   |           | Hartbeeld        |
| 1964      | Vincent en Theo van Gogh      | Ossip Zadkine   | Vincent van Goghplein                         | Zundert    |           | Vincent van Gogh |
| 1979      | Het Corsomeisje               | Henk Groenhuis  | Markt                                         | Zundert    |           |                  |
| 1980      | Oorlogsleed                   | Niek van Leest  | St.Bavostraat                                 | Rijsbergen | brons     |                  |
| 1982      | Wijkzuster                    | Pier van Leest  | Minister Verschuurstraat                      | Rijsbergen |           |                  |
| 1983      | Smokkelaar                    | Henk Groenhuis  | Neijsenpad                                    | Achtmaal   | brons     |                  |
| 1983      | Margriet van de Laer          | Pier van Leest  | Burgemeester Manderslaan                      | Zundert    |           |                  |
| 1983      | Twee vogels                   | Henk Groenhuis  | Wernhoutseweg / Weimerstraat                  | Wernhout   |           |                  |
| 1998      | Foepejéje                     | Pier van Leest  | Kerkakkerstraat (St. Bavoschool, schoolplein) | Rijsbergen |           |                  |
| 2000      | De Juffers                    | Pier van Leest  | Lindekensplein                                | Rijsbergen |           |                  |
| 2001      | De Koe                        | Pier van Leest  | Nassaustraat / Polanen                        | Rijsbergen |           |                  |
|           | Sint Bernardus                |                 | Rucphenseweg, nabij de Abdij Maria Toevlucht  | Zundert    |           |                  |
|           | Zonnevogel                    |                 | Van Den Berghstraat                           | Achtmaal   |           |                  |